# トミーズアーティストカンパニー
株式会社トミーズアーティストカンパニー（Tommy's Artist Company Ltd.）とは、東京都新宿区に所在する日本の芸能事務所である。

## 概要
創立社長の小林謙治（愛称：トミー、旧姓名：細野謙治）は、かつてジャニーズ事務所に所属したアイドルグループ「ジャPAニーズ」の一員として、川崎麻世や田原俊彦のバックダンサーを長らく務めていた。 また、明石家さんまとは親友で、ラジオ番組を共に担当したり、フジテレビ系『お台場明石城』の企画にも何度か登場している。
2019年7月、所属している釈由美子への多額の給与未払い問題が発覚、代表の倉持賢一は未払いを認め、「300万円でこの事務所を買ったら、財務状況が悪かった」と説明するも、前社長時代に膨らんだ借金であり、経営再建は問題ないと説明していた。2019年7月31日をもってトミーズアーティストカンパニーと釈の業務提携契約は解除された。

## 所属タレント
- 山本梓
- 畑山亜梨紗
- 加藤夏子
- 菅沼美咲
- 真上さつき
- 打越梨子
- 竹内ももこ
- 日南理紗
- いとうあこ
- 松澤香代子
- 坂崎愛
- 堀越光貴

### 劇団
- 劇団前方公演墳
  - 本隊
  - バックドロップス

## 過去の所属タレント
- 釈由美子
- 土田由美
- 木内美歩（現：木内美穂）
- 北浦共笑
- 石井あみ
- 水嶋洋子
- 一宮里菜（現：三枝こころ）
- 田中恵理（現：たなかえり）
- 美奈斗
- 彩木里紗
- 中井みちえ（元ヤンキーフォー）
- 水谷美貴（現：湯本美咲）
- 前嶋しょうこ
- 小川あん
- 里於奈
- 星野莉々翔